# Podveky
Podveky település Csehországban, a Kutná Hora-i járásban. Podveky Zbizuby, Soběšín és Rataje nad Sázavou településekkel határos. Lakosainak száma 207 fő (2024. január 1.).

## Népesség
A település lakosságának változását az alábbi diagram mutatja:
| Lakosok száma | 791  | 765  | 699  | 426  | 279  | 213  | 209  | 213  | 213  | 207  |
|               | 1869 | 1890 | 1921 | 1950 | 1980 | 2001 | 2017 | 2019 | 2022 | 2024 |